# Критичка теорија
Критичка теорија има шире и дистантно значење у филозофији и у историји друштвених наука. Подразумијева више генерација њемачких филозофа и социјалних теоретичара у западноевропској марксистичкој традицији, познатој под именом Франкфуртска школа. По тим теоретичарима, „критичка“ теорија се разликује од „традиционалне“ теорије у својој специфичној практичној намјери: теорија је критичка када подразумијева потрагу за људском еманципацијом, „ослобађа људска бића од околности које их чине робовима“ (Хоркхајмер 1982. 244). Пошто те теорије покушавају да објасне и трансформишу све околности које заробљавају људска бића, развијено је више свеобухватних и међусобно дистантних „критичких теорија“. У оба случаја, критичка теорија поставља дескриптивне и нормативне основе за социолошка истраживања, смањујући доминацију ауторитета и форсирајући слободу у свим њеним облицима.
У ширем смислу, критичка теорија се састоји од више различитих форми и скоро истих историјских фаза које прелазе преко више генерација, почев од оснивања Института за социјална истраживања 1923. године, па све до данас. Њена сличност са филозофским, блиским областима, као што су етика, политичка филозофија и филозофија историје је више очигледна, под расвијетом историје филозофије друштвених наука. Критички теоретичари су имали дуже вријеме за покушај подстицања разлика њихових циљева, метода, теорија и форми објашњавања, од оних стандардних схватања у природним и друштвеним наукама. Као алтернативу, тврдили су да је у насљеђу социјалних истраживања било више покушаја комбиновања и не поларизације филозофије и друштвених наука: објашњење и схватање, структура и организација, регуларност и нормативност. Зближавање, по критичким теоретичарима, омогућава њиховом пројекту практичност у карактеристичном моралном (прије него интструменталистичком) смислу, не истражујући начине за постизање конкретног циља, него тражећи потпуну „људску еманципацију“ у условима доминације и потчињења. Ове нормативне задатке није могуће спровести изван унутрашње игре између филозофије и друштвених наука, и без узајамних интердисциплинарних емпиријских социолошких истраживања (Хоркхајмер 1993).